# La Tribune des départements
Pour les articles homonymes, voir La Tribune.
La Tribune des départements, souvent appelé La Tribune, est un quotidien français républicain, fondé  le 8 juin 1829 par les frères Augustin et Victorin Fabre et comptant très tôt Armand Marrast parmi ses dirigeants. Il cesse de paraître en mai 1835.

## Histoire
La Tribune est un journal républicain, au patriotisme exalté, qui se caractérise par son ton véhément voire  violent, d'abord à l'encontre de Charles X et de ses ministres, puis de la monarchie de Juillet.
Sous Charles X, la parution est interrompue d'octobre 1829 à avril 1830. 
Dès janvier 1830, l'équipe du journal est influencée par une association secrète, la « Conspiration La Fayette », dont Augustin Fabre est le commandant en second. Elle a pour objectif de préparer une insurrection républicaine et va jouer un rôle important dans le déclenchement des Trois Glorieuses en juillet 1830, à l'origine de l'avènement de Louis-Philippe.
Sous la monarchie de Juillet, le journal devient l'organe quasi-officiel de la  Société des droits de l'homme. 
Le 22 octobre 1833, il publie un Manifeste, qui plaide pour une république jacobine et sociale et préconise l'insurrection pour l'établir.
La parution est de nouveau suspendue du 14 avril au 11 août 1834 à la suite de la insurrections d'avril 1834 à Lyon et à Paris par la Société des droits de l'homme. 
La Tribune cesse de paraître le 11 mai 1835, étouffée sous le poids de dix-sept condamnations à des peines de prison et d'amendes s'élevant à près de 158 000 francs.

## Tirage
Le tirage de La Tribune a toujours été limité (733 exemplaires en 1831).

## Pour approfondir